# Graciano dos Santos Neves
Graciano dos Santos Neves (São Mateus, 12 de junho de 1868 — 21 de abril de 1922) foi um médico e político brasileiro.

## Biografia
Fez os estudos preparatórios no Rio de Janeiro e ingressou na Escola Politécnica, porém não concluiu o curso de engenheiro, transferindo-se para a Faculdade de Medicina do Rio de Janeiro, na qual se formou em 30 de dezembro de 1889.
Em 8 de dezembro de 1891 ocorreu uma intervenção no governo do estado do Espírito Santo pelo Partido Republicano Construtor, devida à renúncia do governador Alfeu Adolfo Monjardim de Andrade e Almeida, em protesto contra o golpe de estado de 23 de novembro de 1891, resultando na renúncia do presidente Deodoro da Fonseca em favor do vice-presidente Floriano Peixoto. Graciano dos Santos Neves,  o coronel Inácio Henrique de Gouveia e Galdino Teixeira de Barros Loreto foram indicados pelo Partido Republicano Construtor para assumir o governo provisoriamente, até as eleições de um novo presidente, que viria a ser José de Melo Carvalho Muniz Freire, em 3 de maio de 1892. Com a posse desse, tornou-se vice-presidente do estado, ainda em 1892.
Quatro anos depois, em 23 de maio de 1896, assumiu novamente a presidência do estado, agora mediante eleição direta. Renunciou porém ao cargo em 23 de setembro de 1897, desapontado com os rumos da política.
Voltou à política em 1906, quando foi eleito deputado federal na chapa liderada por José de Melo Carvalho Muniz Freire, seu antigo aliado. Não foi reeleito para o cargo, em 1909, ao concorrer como candidato independente da chapa oficial, do Partido Republicano Espírito-Santense (PRES), que substituiu o PRC, que foi extinto.
Graciano permaneceu no Rio de Janeiro, onde foi técnico do Jardim Botânico, tendo ocupado sua direção interinamente. Por concurso de 1913 ocupou o cargo de professor da Escola Superior de Agricultura, lecionando as disciplinas de botânica, morfologia e fisiologia vegetal. E faleceu naquela cidade a 21 de abril de 1922.
Escreveu um livro com o título A Doutrina do Engrossamento, versando ironicamente sobre a bajulação entre políticos, com o único propósito da auto-promoção, e quanto isto o desapontou, baseado em sua experiência como interventor e presidente do Espírito Santo.